# Artillería Verde Sur
Artillería Verde Sur, conocida también por la sigla AVS, es la barra brava del club Deportes Quindío de Colombia. Es una institución deportiva y social con sede en la ciudad de Armenia. La barra se conformó en 2001 en la ciudad de Montenegro, para luego adherirse otros amantes al equipo Milagroso, provenientes de barrios de Armenia y demás municipios del departamento del Quindío. El Parque Cafetero en Armenia es el principal punto de encuentro para las reuniones de sus integrantes.
En la actualidad la barra se ubica en la tribuna Norte del Estadio Centenario de Armenia. Originalmente ocupaba la tribuna Sur, pero fue reubicada por razones logísticas y de seguridad. Esta decisión facilita la salida de la hinchada visitante por la avenida Carrera 18 y contribuye a prevenir enfrentamientos entre barras rivales.[cita requerida]

## Historia
En 2001, cuando Deportes Quindío descendió por primera vez a la Primera B, en la ciudad de Montenegro un grupo de jóvenes decidió fundar una barra que apoyara al equipo de manera incondicional durante los 90 minutos de cada partido. El primer viaje fue a Rionegro, donde 14 miembros acompañaron al equipo. Desde ese momento, se comprometieron a seguir al conjunto cuyabro a cualquier lugar donde disputase sus encuentros. Tras el ascenso del club a la Primera División, los integrantes de la barra, conocidos como los Artilleros, viajaron a Cali para un partido contra el Deportivo Cali, en el que Quindío se impuso 3-2. Este fue el primer desplazamiento oficial de la barra en la máxima categoría del fútbol profesional colombiano.

## Controversias y sanciones
En varias ocasiones, algunos integrantes de esta barra han protagonizado hechos violentos, tanto dentro del estadio como en las inmediaciones de la villa olímpica. El 29 de noviembre de 2022, durante el partido de vuelta del repechaje de la Primera B, en el que el Deportes Quindío perdió el ascenso a la Primera División frente al Atlético Huila, varios miembros de AVS invadieron el terreno de juego, segundos antes del final del encuentro, e intentaron agredir a los jugadores, en medio de la creciente tensión e impaciencia del público.
El 7 de enero de 2023, el bus en el que se movilizaba el equipo fue atacado con piedras, presuntamente por algunos integrantes de Artillería Verde Sur, mientras el club se dirigía a la sede de entrenamientos de la FCF en Armenia. Algunos jugadores resultaron agredidos antes de que la Policía Nacional lograra controlar la situación. Las zonas externas del Estadio Centenario también fueron objeto de vandalismo, con mensajes amenazantes dirigidos a los jugadores y a Hernando Ángel. No obstante, la Artillería Verde Sur desmintió su responsabilidad en los hechos.

### Caso del trapo "11 años en la B con ganancias de la A"
En noviembre de 2024, los aficionados ubicados en la tribuna oriental del Estadio Centenario desplegaron una pancarta con el mensaje: "11 años en la B con ganancias de la A. Dimayor cómplice", en señal de protesta contra el modus operandi de la División Mayor del Fútbol Colombiano y la forma en que se distribuyen los ingresos por derechos de transmisión. La controversia en torno a esta pancarta se intensificó el 16 de febrero de 2025, durante un partido frente al Cúcuta Deportivo en el Estadio Centenario, los aficionados volvieron a exhibirla, esta vez en la tribuna norte, como forma de protesta pacífica contra la gestión del club y la División Mayor del Fútbol Colombiano.

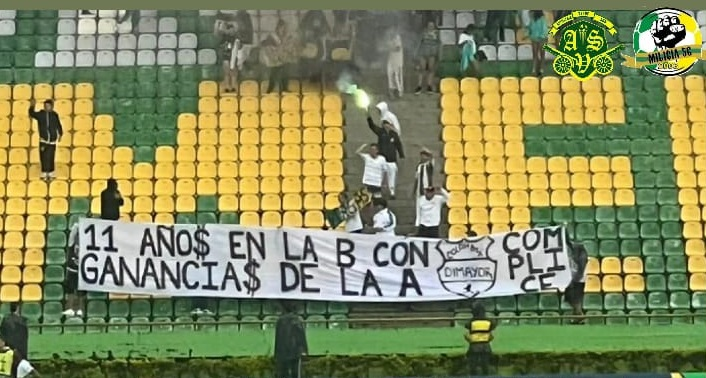
Se señala a la Dimayor como cómplice porque, según la hinchada, no ha tomado medidas frente a la administración del equipo, lo que ha permitido que su dueño, Hernando Ángel, se beneficie económicamente sin preocuparse por mejorar el rendimiento deportivo ni buscar activamente el ascenso.

La exhibición de la pancarta llevó a la intervención de la Unidad Nacional de Diálogo para el Mantenimiento del Orden (Undmo), anteriormente conocida como Esmad, lo que resultó en enfrentamientos con los aficionados y la suspensión temporal del partido. El incidente dejó un saldo de cinco heridos: tres hinchas, un policía y un miembro del personal de logística. Como consecuencia, la Dimayor sancionó al Deportes Quindío con una multa de aproximadamente 7 millones de pesos y ordenó la suspensión de la tribuna norte del estadio por dos fechas, argumentando que la pancarta contenía mensajes injuriosos y que su despliegue alteró el orden público. El 22 de febrero, en un partido contra el Internacional de Palmira, la barra volvió a exhibir la misma pancarta. Aunque el árbitro detuvo el encuentro durante 20 minutos, en esta ocasión no se registraron alteraciones del orden público, y la fuerza pública no intervino. El 6 de marzo de 2025 la barra Artillería Verde Sur ganó una acción de tutela que les permite exhibir su pancarta en el estadio sin restricciones, argumentando la protección de su derecho a la libertad de expresión.